# Claude Lewy
Claude Lewy est un homme politique du XXe siècle. Il a été maire (socialiste) d'Orléans de 1935 à 1940.

## Biographie
Né le 19 avril 1906, Claude Lewy étudie au lycée d'Orléans et réalise ses études secondaires avec Jean Zay comme condisciple,.
À à 18 ans, Claude Lewy devient Secrétaire Général des Étudiants Socialistes (secrétaire de la Fédération nationale des étudiants socialistes,); il précède à cette fonction Claude Lévi-Strauss, qui le deviendra en 1927, alors que tous deux sont assez proches.
Claude Lewy accède ensuite aux postes de chef ou directeur de cabinet au secrétariat à la présidence du Conseil, à la Marine marchande, au Travail et au ministère de l'Intérieur.
Pendant les élections législatives de 1932, Claude Lewy participe à l'élection de Jean Zay comme député de la 1re circonscription du Loiret. En effet le premier se désiste au profit du second pendant l'entre deux tours (entre le 1er et le 8 mai 1932), alors qu'ils font tous deux face à de la propagande antisémite : « Le juif Claude Lewy fait voter pour le demi-juif Jean Zay » (citation issue du Journal du Loiret),.
Claude Lewy est élu maire d'Orléans en 1935 et succède à Eugène Turbat. Quand il est élu maire, il n'est alors âgé que de 29 ans.
Durant le Front populaire, les congés payés passent en 1936 à deux semaines. Pendant son mandat de maire d'Orléans, Claude Lewy crée le Bureau municipal des loisirs, chargé de « faciliter et de diriger les vacances des étrangers dans le Loiret et des habitants d'Orléans vers les autres régions touristiques françaises ».
En novembre 1936, avec l'aide de son ami Jean Zay (Ministre de l'Éducation nationale) et de Pierre Dézarnaulds (sous-secrétaire d'État à l'éducation physique à cette époque), Claude Lewy crée la Confédération municipale des sociétés sportives laïques d'Orléans. Dans ses statuts, cette confédération se fixait des objectifs de développement du sport, et en particulier de « donner une collaboration pleine et entière à l'enseignement de l'éducation physique dans l'école et autour de l'école ». C'est Jean Zay lui-même qui inaugure le 14 novembre 1936 cette confédération; en effet, la mise en œuvre de cette confédération contribue au plan Zay-Dézarnaulds, qui s'inscrit dans une politique nationale de santé publique.
En 1940, Claude Lewy quitte la France pour s'exiler à Cuba, plus précisément à la Havane. Lui succède alors Louis Hippolyte Simonin au poste de maire d'Orléans.
De son travail à Cuba, il recevra bien plus tard (vers 1962) la Légion d'Honneur à titre exceptionnel (grade d'officier de la Légion d'honneur).
En 1974, Claude Lewy est avocat au Barreau de Paris et au Barreau de New York ; il participe à la Société de législation comparée, pour laquelle il est délégué aux Nations unies.
Il meurt à Paris le 1er juin 1981.

## Honneurs et hommages

### Honneurs
- Ordre national de la Légion d'honneur, à titre exceptionnel[1].
- Commandeur de l'Ordre des Arts et Lettres du ministère de l'Éducation nationale[1].
- Commandeur des Palmes Académiques par le ministère des Affaires culturelles[1].
- Commandeur de l'Ordre national de la Côte d'Ivoire, honneur décerné par M.Félix Houphouët-Boigny, ancien président de la Côte d'Ivoire[1].

### Hommages
- Voie portant son nom: Rue Claude Lewy, à Orléans
- Établissement portant son nom: école maternelle publique Claude Lewy, à Orléans.